# Shirley Collins
Shirley Elizabeth Collins (Hastings, 5 luglio 1935) è una cantante britannica nota per essere stata figura centrale del movimento del folk revival britannico che ebbe il suo apice negli anni sessanta e settanta.
Ha collaborato a lungo con la sorella Dolly, il cui accompagnamento con il piano e l'organo portativo ha creato un ambiente unico per lo stile personale della sorella. I loro dischi Anthems in Eden e Love, Death and the Lady editi tra il 1969 ed il 1970 hanno ottenuto importanti riconoscimenti da parte della critica musicale.

## Biografia
Inizialmente fu interprete di brani della tradizione folk inglese, accompagnò Alan Lomax durante la sua ricerca sulla tradizione musicale nel sud degli Stati Uniti. Ha collaborato con molti artisti tra cui Davy Graham, Mike Heron e Robin Williamson della Incredible String Band e la Albion Country Band.
Nel febbraio 2014 dopo un lungo periodo in cui ha sofferto di disfonia, è tornata sul palcoscenico, a 35 anni dall'ultimo concerto, aprendo un concerto dei Current 93 di David Tibet, grande fan della cantante, alla Union Chapel di Londra.
Nel 2016, a 82 anni e dopo oltre 40 anni dall'ultimo album solista, incide Lodestar nella sua abitazione privata. Nel 2017 viene prodotto il documentario The Ballad of Shirley Collins dedicato alla sua vita.

## Discografia

### Da solista
- 1959 - Sweet England (Argo)
- 1960 - False True Lovers (Folkways Records)
- 1963 - Heroes in Love (Topic, EP)
- 1967 - The Sweet Primeroses (Topic)
- 1968 - The Power of the True Love Knot (Polydor)
- 1973 - A Favourite Garland (Gama)
- 1974 - Adieu to Old England (Topic)
- 1992 - Fountain of Snow (Durtro)
- 2002 - Within Sound (Fledg'ling, cofanetto)
- 2004 - The Classic Collection (Highpoint)
- 2016 - Lodestar (Domino Recording Company)
- 2023 - Archangel Hill

### Con Dolly Collins
- 1969 - Anthems in Eden (EMI Harvest)
- 1970 - Love, Death and the Lady (EMI Harvest)
- 1976 - Amaranth (EMI Harvest, comprende Anthems in Eden)
- 1978 - For as Many as Will (Topic)
- 1979 - Harking Back (Durtro)
- 2006 - Snapshots (Fledg'ling)
- 2008 - The Harvest Years (EMI)

### Con la Albion Country Band
- 1971 - No Roses (Pegasus)

### The Young Tradition and Shirley and Dolly Collins
- 1995 - The Holly Bears The Crown (Fledg'ling, registrato nel 1969)

### Con Davy Graham
- 1964 - Folk Roots, New Routes  (Decca)

### Con la Etchingham Steam Band
- 1975 - Etchingham Steam Band (Fledg'ling)

## Autobiografie
- Shirley Collins, America Over the Water, SAF Publishing, 2004. ISBN 0-946719-66-7
- Shirley Collins, All in the Downs: Reflections on Life, Landscape, and Song, Strange Attractor Press, 2018.[4]